# 르노삼성자동차
르노삼성자동차(2007년 7월 14일~2022년 3월 16일)는 대한민국의 없어진 자동차 기업이다.

## 개요
1997년 외환위기로 매물로 나온 삼성자동차를 르노가 2000년에 인수하며 설립 되었다. 2022년 3월 16일 르노와의 계약이 끝나면서 르노삼성자동차에서 '삼성'이 빠지고 '코리아'가 붙으면서 '르노코리아자동차'로 사명이 바뀌었다.

## 역사
1997년 외환위기로 경영난에 빠진 삼성자동차는 2000년 12월 22일 파산 하면서 르노그룹에 인수됐다. 이후 7년 뒤 2007년 7월 14일에 르노삼성자동차(주)가 설립 되었다. 르노는 삼성과 계약을 맺으며 '삼성'이라는 브랜드명을 넣게 된다. 르노삼성자동차는 SM3, SM5, SM6, SM7 등을 만들기 시작한다. 한때는 르노 25를 쌍용(주)에서 사와서 판매를 했는데 망했던 적이 있었다.

## 기업 슬로건
Discovery the Difference

## 브랜드명 폐지
2022년 3월 16일 브랜드명이 바뀌었다. 르노와의 계약이 끝났기 때문이다. 13년 동안 있언던 르노삼성자동차가 '르노코리아자동차'로 바뀌었다.

## 생산차량
1. SM3
2. SM5
3. SM6
4. SM7
5. QM5
6. QM6
7. XM3

## 수입 차량
1. 트위지[3]
2. 조에
3. 클리오
4. QM3/캡쳐
5. 마스터